# 井上綾子
井上綾子（日语：井上綾子，1969年11月9日—），日本AV女優。所屬事務所是オールプロモーション。

## 簡歷
2014年7月以成人影片製造商SOD的專屬女優身分出道，扮演熟女系AV女優。已結婚。
2016年自己畫的漫畫『40過ぎてAVデビュ─!!』作為同人誌出版，成為熱門。
2015年的系列『ガチオタ』在2016、2017連續2年入選AV OPEN（2017年與河西亞美、阿部乃美久共同演出）。
2018年7月4日在官方Twitter上宣布事務所移到オールプロモーション（先前所屬是ARMプロモーション）。
2019年9月由於母親去世和父親生病，因此暫停AV活動。

## 人物
出身於長野縣。
興趣是畫插圖，擅長游泳。
令人感動的漫畫作品是河合じゅんじ的『いつかのホームラン』。

## 外部連結
- 井上綾子的X（前Twitter）